# Großkatzen
Die Großkatzen (Pantherinae) sind eine Unterfamilie der Katzen (Felidae). Der Begriff „groß“ deutet an, dass sich in dieser Gruppe die größeren Vertreter der Katzen befinden. Kriterium für die Zugehörigkeit ist jedoch nicht die Körpergröße, sondern die evolutionäre Verwandtschaft, die durch DNA-Analysen und morphologische Details wie den Bau des Zungenbeins ermittelt wird. Daher zählen einige größere Katzen wie der Puma und der Gepard nicht zur Gruppe der Großkatzen.

## Gattungen und Arten
Folgende Gattungen und Arten zählen zu den Großkatzen:
- Gattung Eigentliche Großkatzen (Panthera)
  - Tiger (P. tigris)
  - Jaguar (P. onca)
  - Löwe (P. leo)
  - Leopard (P. pardus)
  - Schneeleopard (P. uncia)
- Gattung Neofelis
  - Nebelparder (N. nebulosa)
  - Sunda-Nebelparder (Neofelis diardi) (G. Cuvier, 1823) (früher als Unterart des Nebelparders angesehen)

Nähere Details zur Systematik siehe unter Systematik der Katzen.
Der Schwarze Panther ist keine eigene Art, sondern eine Schwarzfärbung (Melanismus) des Leoparden und ebenfalls des Jaguars.

## Systematik
|  | † Säbelzahnkatzen (Machairodontinae)                       |
|  |                                                            |
|  | \| \| Großkatzen \| \| \| \| \| \| Kleinkatzen \| \| \| \| |
|  |                                                            |
|  | Großkatzen                                                 |
|  |                                                            |
|  | Kleinkatzen                                                |
|  |                                                            |

|  | Großkatzen  |
|  |             |
|  | Kleinkatzen |
|  |             |

|  | Nebelparder (N. nebulosa)     |
|  |                               |
|  | Sunda-Nebelparder (N. diardi) |
|  |                               |

|  | Tiger (P. tigris)        |
|  |                          |
|  | Schneeleopard (P. uncia) |
|  |                          |

|  | Jaguar (P. onca)                                                      |
|  |                                                                       |
|  | \| \| Leopard (P. pardus) \| \| \| \| \| \| Löwe (P. leo) \| \| \| \| |
|  |                                                                       |
|  | Leopard (P. pardus)                                                   |
|  |                                                                       |
|  | Löwe (P. leo)                                                         |
|  |                                                                       |

|  | Leopard (P. pardus) |
|  |                     |
|  | Löwe (P. leo)       |
|  |                     |

|  | Tiger (P. tigris)        |
|  |                          |
|  | Schneeleopard (P. uncia) |
|  |                          |

|  | Jaguar (P. onca)                                                      |
|  |                                                                       |
|  | \| \| Leopard (P. pardus) \| \| \| \| \| \| Löwe (P. leo) \| \| \| \| |
|  |                                                                       |
|  | Leopard (P. pardus)                                                   |
|  |                                                                       |
|  | Löwe (P. leo)                                                         |
|  |                                                                       |

|  | Leopard (P. pardus) |
|  |                     |
|  | Löwe (P. leo)       |
|  |                     |

|  | Nebelparder (N. nebulosa)     |
|  |                               |
|  | Sunda-Nebelparder (N. diardi) |
|  |                               |

|  | Tiger (P. tigris)        |
|  |                          |
|  | Schneeleopard (P. uncia) |
|  |                          |

|  | Jaguar (P. onca)                                                      |
|  |                                                                       |
|  | \| \| Leopard (P. pardus) \| \| \| \| \| \| Löwe (P. leo) \| \| \| \| |
|  |                                                                       |
|  | Leopard (P. pardus)                                                   |
|  |                                                                       |
|  | Löwe (P. leo)                                                         |
|  |                                                                       |

|  | Leopard (P. pardus) |
|  |                     |
|  | Löwe (P. leo)       |
|  |                     |

|  | Tiger (P. tigris)        |
|  |                          |
|  | Schneeleopard (P. uncia) |
|  |                          |

|  | Jaguar (P. onca)                                                      |
|  |                                                                       |
|  | \| \| Leopard (P. pardus) \| \| \| \| \| \| Löwe (P. leo) \| \| \| \| |
|  |                                                                       |
|  | Leopard (P. pardus)                                                   |
|  |                                                                       |
|  | Löwe (P. leo)                                                         |
|  |                                                                       |

|  | Leopard (P. pardus) |
|  |                     |
|  | Löwe (P. leo)       |
|  |                     |

Verwandtschaftsverhältnisse der Großkatzen nach Johnson et al., Nyakatura und Bininda-Emonds und Tseng et al.

## Fellzeichnungen
Alle Großkatzen verfügen über Fellzeichnungen. Leopard, Jaguar, Schneeleopard, Nebelparder und Neofelis diardi haben Flecken, der Tiger hat Streifen. Beim Löwen sind die Flecken meistens nur bei den Jungtieren vorhanden. Manchmal bleiben diese Flecken aber auch bei ausgewachsenen Löwen erhalten.

## Brüllen
Großkatzen unterscheiden sich von ihren kleineren Verwandten durch den Aufbau ihres Zungenbeins. Dies besteht aus kleinen Knöchelchen, die als „Befestigung“ des Zungenmuskels in der Katzenkehle dienen. Ursprünglich wurde dieses Merkmal mit der Fähigkeit zu brüllen in Verbindung gebracht. Neuere Studien zeigen jedoch, dass das Brüllen mit anderen anatomischen Besonderheiten, vor allem mit einer speziellen Ausbildung des Kehlkopfes zusammenhängt. Dieser ist bei Löwe, Tiger, Leopard und Jaguar durch sehr lange Stimmlippen und ein dickes Polster aus elastischem Gewebe charakterisiert, was es diesen Arten erlaubt zu brüllen. Der Schneeleopard, der Nebelparder und andere Katzenarten besitzen diese Merkmale nicht und können daher auch nicht brüllen.

## Dokumentationen
- Terra Mater - Die Zeit der großen Katzen - Aufstieg. TV-Dokumentation;  Regie: Martin Dohrn, Emma Fraser, Joe Loncraine;  Deutsche TV-Premiere: A 2018.
- Terra Mater - Die Zeit der großen Katzen - Herrschaft. TV-Dokumentation;  Regie: Martin Dohrn, Emma Fraser, Joe Loncraine; Deutsche TV-Premiere: A 2018.
- Terra Mater - Die Zeit der großen Katzen - Hoffnung. TV-Dokumentation;  Regie: Martin Dohrn, Emma Fraser, Joe Loncraine; Deutsche TV-Premiere: A 2018.